# Сан-Хуан, Ольга

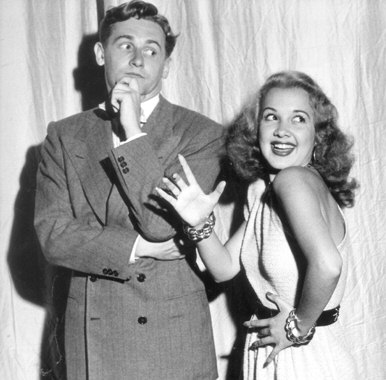
С Аланом Янгом, 1950-е годы.

Ольга Сан-Хуан (англ. Olga San Juan; 16 марта 1927, Бруклин, Нью-Йорк — 3 января 2009[…], Бербанк, Калифорния) — американская киноактриса, танцовщица и певица, чей пик активности пришёлся на 1940-е годы.

## Биография
Ольга Сан-Хуан родилась 16 марта 1927 года в Бруклине (Нью-Йорк) в семье пуэрториканцев. В возрасте трёх лет с семьёй вернулась в Пуэрто-Рико, но спустя несколько лет они опять переехали в США, поселившись в Восточном Гарлеме (Манхэттен). С самого раннего детства Ольга брала уроки танцев, и уже в 11 лет она (и ещё пять девочек) исполнили фанданго для президента США Франклина Рузвельта в Белом доме.
Будучи подростком, выступала в ночных клубах «Эль Морокко» и «Копакабана», именно в последнем в начале 1940-х годов её приметили «охотники за талантами», и в 1943 году 16-летняя Сан-Хуан подписала контракт с киностудией Paramount Pictures. За шесть лет, с 1943 по 1949 год, она снялась в 14 фильмах этой студии (из них четыре были короткометражными, а в одном актриса не была указана в титрах); в дальнейшем она появилась ещё в одной ленте в 1954 году (без указания в титрах), и последнюю свою роль на экране она исполнила в 1960 году. Окончание кинокарьеры Сан-Хуан было связано с тем, что она, убеждённая католичка, решила посвятить себя воспитанию детей. Сан-Хуан, под псевдонимом «Пуэрто-риканская перечница», танцевала и пела с такими знаменитостями как Бинг Кросби и Фред Астер.

Из театральных работ Сан-Хуан можно отметить роль в мюзикле «Золото Калифорнии» (Бродвейский театр, 1951, на протяжении восьми месяцев).

### Личная жизнь и смерть
26 сентября 1948 года Ольга Сан-Хуан вышла замуж за киноактёра Эдмонда О’Брайена, у них родилось трое детей — Бриджет (телепродюсер), Мария (род. 1950; киноактриса) и Брендан (род. 1962; актёр озвучивания), — но спустя почти три десятилетия совместной жизни, в 1976 году, последовал развод.

В 1970-х годах у Ольги Сан-Хуан случился инсульт, и её здоровье пошатнулось. Скончалась актриса 3 января 2009 года от почечной недостаточности в больнице англ. Providence Saint Joseph Medical Center в Бербанке (Калифорния). Похоронена на кладбище Сан-Фернандо-Мишн в районе Мишн-Хиллз (Лос-Анджелес).

## Фильмография
- 1943 — Карибский роман[англ.] / Caribbean Romance — Линда (к/м)
- 1944 — Остров радуги[англ.] / Rainbow Island — Мики
- 1945 — Бомбальера / Bombalera — Роза Перес «Ла Бомба» (к/м)
- 1945 — Вне этого мира[англ.] / Out of This World — участница «Гламурного квартета»
- 1945 — Таверна Даффи[англ.] / Duffy’s Tavern — Глория
- 1945 — Голливудский караван победы[англ.] / Hollywood Victory Caravan — камео (к/м, док.)
- 1945 — Маленькая ведьма / The Little Witch — Гваделупа, певица в ночном клубе (к/м)
- 1946 — Синие небеса[англ.] / Blue Skies — Нита Нова
- 1946 — Перечеркни моё сердце[англ.] / Cross My Heart — танцовщица (в титрах не указана)
- 1947 — Девушка из варьете[англ.] / Variety Girl — Амбер ла Вонн
- 1948 — англ. Are You with It? — Вивьен Рилли
- 1948 — Одно прикосновение Венеры[англ.] / One Touch of Venus — Глория
- 1948 — Графиня Монте-Кристо[англ.] / The Countess of Monte Cristo — Дженни Джонсен
- 1949 — Прекрасная блондинка из Бэшфул-Бенд / The Beautiful Blonde from Bashful Bend — Кончита
- 1954 — Босоногая графиня / The Barefoot Contessa — эпизод без указания в титрах
- 1960 — Третий голос[англ.] / The 3rd Voice — проститутка-блондинка